# 椿三四郎
椿 三四郎（つばき さんしろう、1907年1月3日 - 没年不詳）は、日本の俳優である。本名間瀬 松太郎（ませ まつたろう）、別芸名津島 慶一郎（つしま けいいちろう）。

## 人物・来歴
1907年（明治40年）1月3日、東京府東京市日本橋区のうち、のちの江戸橋地域（現在の東京都中央区日本橋）に生まれる。
1924年（大正13年）3月、東京・神田錦町の旧制・錦城商業学校（現在の錦城学園高等学校）を卒業し、西巣鴨町の国際活映（国活）に入社する。しかしながら当時の国活は経営が悪く、減産体制となっており、翌1925年（大正14年）には同社は倒産、椿は同年12月、兵庫県西宮市甲陽園にある東亜キネマ甲陽撮影所に移籍する。同撮影所では助演であったが、同撮影所が閉鎖され、1928年（昭和3年）、京都・等持院の京都撮影所（かつてのマキノ・プロダクション等持院撮影所）に異動になってからようやく認められ、『かげらふの唄』、『街の狼』等に主演して主演俳優としての地位を獲得、同社が崩壊する1931年（昭和6年）10月まで、主演映画への出演は続いた。高村正次が等持院撮影所に設立した大衆文芸映画社に移籍し、1932年（昭和7年）には2本の映画に出演していることがわかっている。同社も間もなく解散し、同年11月、高村が東亜キネマを買収して御室撮影所に設立した宝塚キネマ興行に移籍した。同社でも主演作が続いたが、同社もまた、1934年（昭和9年）2月、解散した。御室撮影所は、同年9月に田中伊助がエトナ映画社の製作拠点として使用することになり、ここでも数本に出演したが、翌1935年（昭和10年）4月には、同社もまた解散した。
マキノ正博が同年末に新しく開いたトーキーのための撮影所、マキノトーキー製作所に入社、1936年（昭和11年）1月19日に公開された、久保為義監督の『浪人天国』が記録の上では最初の出演作である。同社では完全に脇役に回る。同社は1937年（昭和12年）4月末には解散しており、葉山純之輔や大内弘ら大半の俳優は新興キネマ京都撮影所（現在の東映京都撮影所）に移籍、マキノ正博、澤村國太郎、光岡龍三郎、あるいは第二期入社の水原洋一、田村邦男、團徳麿、志村喬、大倉千代子、大内照子、大久保清子らは日活京都撮影所に移籍していくことになり、椿も日活京都に合流した。移籍先の日活でも脇役を続けたが、1937年末に退社している。
その後、東京に戻り、かつて国活があったのと同じ西巣鴨町（現在の東京都豊島区西巣鴨4丁目）に撮影所を構える大都映画に入社、1940年（昭和15年）1月5日に公開された八代毅監督の『踊る快男児』に、「津島 慶一郎」と名を改めて出演した。同社では再び、主演俳優の地位を獲得することができた。1942年（昭和17年）1月27日、戦時統合によって大映が設立され、大都映画は合併して撮影所は閉鎖されたが、津島（椿）は同社に継続入社する。津島（椿）は、京都に戻り、「津島慶一郎」の名のまま第二次世界大戦の終戦以降も、同社で出演を続けた。
1947年（昭和22年）、東横映画が大映第二撮影所（現在の東映京都撮影所）での製作を開始、津島（椿）は東横に移籍、名を「椿三四郎」に戻した。京都の地で、高村正次の新光映画、宝プロダクション、松竹京都撮影所、東映京都撮影所、あるいは宝塚の宝塚映画製作所で、満49歳を迎える1956年（昭和31年）まで脇役での出演を続けた。このころ映画界を引退し、以降の消息は不明である。没年不詳。

## フィルモグラフィ
すべてクレジットは「出演」である。公開日の右側には役名、および東京国立近代美術館フィルムセンター（NFC）所蔵等の上映用プリントの現存状況についても記す。同センター等に所蔵されていないものは、とくに1940年代以前の作品についてはほぼ現存しないフィルムである。

### 東亜キネマ甲陽撮影所
すべて製作は「東亜キネマ甲陽撮影所」、配給は「東亜キネマ」である。
- 『海の英雄』 : 監督井出錦之助、1926年9月13日公開
- 『空高く愛は輝く』 : 監督井出錦之助、1927年4月15日公開

### 東亜キネマ京都撮影所
特筆以外すべて製作は「東亜キネマ京都撮影所」、配給は「東亜キネマ」である。
- 『二階の勇者』 : 監督井出錦之助、1928年3月1日公開 - 梅島建吉
- 『恋愛二重奏』 : 監督根津新、1928年3月15日公開 - 河辺省三
- 『子爵家と嗣子』 : 監督米沢正夫、1928年4月1日公開 - 眞物の南猛、36分尺で現存（NFC所蔵[10]）
- 『かげらふの唄』 : 監督永井健、1928年5月6日公開 - 主演
- 『街の狼』 : 監督米沢正夫、1928年5月31日公開 - 主演
- 『乙女美し唄へや唄へ』 : 監督永井健、1928年6月14日公開
- 『泣かされた女』（『泣かされた話』） : 監督米沢正夫、1928年9月20日公開
- 『田園かなし』 : 監督井出錦之助、1928年10月6日公開
- 『ナイフを掴んだ女』 : 監督別宮幸雄、1928年12月15日公開
- 『新生の声』 : 監督永井健、1928年製作・公開 - 戸田男爵
- 『虎狼の巻』 : 監督井出錦之助、1929年3月1日公開
- 『日の出前』 : 監督別宮幸雄、1929年4月7日公開 - 主演
- 『路上の涙』 : 監督根津新、1929年8月7日公開
- 『都会双曲線』 : 監督井出錦之助、1930年4月5日公開 - 主演
- 『近代奥様哲学』 : 監督米沢正夫、1930年5月29日公開 - 主演
- 『愛の浄火』 : 監督別宮幸雄、1930年8月14日公開
- 『唇を拾った男』 : 監督久保義郎、1930年8月29日公開 - 主演
- 『妻吾小唄』 : 監督福西ジョージ（福西譲治）、1930年9月6日公開 - 主演
- 『生さぬ仲』 : 監督米沢正夫、1930年11月15日公開 - 氏家子爵
- 『若き日の瞳』 : 監督井出錦之助、1930年11月22日公開 - 主演
- 『女性失楽園』 : 監督井出錦之助、1931年1月15日公開 - 主演
- 『輝く殿堂』 : 監督石原英吉、1931年2月21日公開 - 主演
- 『大名古屋行進曲』（『大名名古屋行進曲』） : 監督福西譲治、1931年3月21日公開 - 主演
- 『広島行進曲 恋を知る頃』 : 監督福西ジョージ、1931年5月23日公開 - 主演
- 『彼女はこのまゝ死なしていゝのか』 : 監督井出錦之助、1931年6月6日公開
- 『傷つける人魚』 : 監督井出錦之助、1931年9月13日公開 - 主演
- 『緑の地平 受難篇』 : 監督米沢正夫、1931年9月20日公開 - 主演

### 宝塚キネマ興行
特筆以外すべて製作・配給は「宝塚キネマ興行」である。
- 『遙かなる風』 : 監督福西譲治、製作大衆文芸映画社、配給新興キネマ、1932年3月10日公開 - 三橋幸夫（主演）
- 『佳人よ何処へ』 : 監督福西譲治、製作大衆文芸映画社、配給新興キネマ、1932年6月1日公開 - 大学生友田猛
- 『人類の道』 : 監督仁科熊彦、1933年1月5日公開 - 主演
- 『日章旗の下に』 : 監督久保為義、1933年1月15日公開 - 主演
- 『港の侠児』 : 監督竹田一夫、1933年1月25日公開 - 主演
- 『アリランの唄』 : 監督米沢正夫・久保文憲（久保為義）、1933年3月1日公開
- 『港離れて』 : 監督久保文憲、1933年6月9日公開 - 主演
- 『水郷の唄』 : 監督久保文憲、1933年9月1日公開 - 主演
- 『青春の秘歌』 : 監督竹田一夫、1933年製作・公開 - 主演
- 『霧の地下道』 : 監督久保文憲、1934年1月14日公開 - 主演
- 『鐡の爪』（『鉄の爪』） : 監督後藤岱山、製作・配給エトナ映画社、1935年1月31日公開 - 主演
- 『鐡の爪 花嫁掠奪篇 完結篇』 : 監督後藤岱山、製作・配給エトナ映画社、1935年製作・公開 - 主演、45分尺で現存（NFC所蔵[10]）
- 『義人長七郎』 : 監督稲葉蛟児、製作・配給エトナ映画社、1935年製作・公開 - 徳川忠長

### マキノトーキー製作所
初期の特筆以外すべて製作・配給は「マキノトーキー製作所」である。
- 『浪人天国』 : 監督久保為義、配給千鳥興行、1936年1月19日公開
- 『丹下左膳 乾雲必殺の巻 第一篇』 : 監督マキノ正博、応援監督久保為義・松田定次・広瀬五郎、配給千鳥興行、1936年3月15日公開 - 宅間重三郎
- 『丹下左膳 坤竜呪縛之巻』 : 監督マキノ正博、応援監督久保為義・松田定次・広瀬五郎、配給千鳥興行、1936年4月1日公開 - 宅間重三郎
- 『次郎長裸旅』 : 監督久保為義・マキノ正博、配給千鳥興行、1936年4月15日公開 - 大政、25分尺で現存（NFC所蔵[10]）
- 『加賀見山』 : 監督根岸東一郎・マキノ正博、配給千鳥興行、1936年4月29日公開 - 赤堀源吾、51分尺で現存（NFC所蔵[10]）
- 『弥太郎笠 前篇』 : 監督松田定次・マキノ正博、配給千鳥興行、1936年5月14日公開 - 磯部の勘太郎
- 『修羅八荒 第一篇』 : 監督マキノ正博、応援監督中川信夫、配給千鳥興行、1936年7月1日公開 - 遠藤但馬守
- 『修羅八荒 第二篇』 : 監督マキノ正博・久保為義、配給千鳥興行、1936年7月15日公開 - 遠藤但馬守
- 『修羅八荒 第三篇』 : 監督マキノ正博・中川信夫、配給千鳥興行、1936年7月31日公開 - 遠藤但馬守
- 『侠艶録』 : 監督広瀬五郎、1936年10月15日公開
- 『青春五人男 前篇』 : 監督マキノ正博、応援監督姓丸浩、1937年1月10日公開
- 『青春五人男 後篇』 : 監督マキノ正博・姓丸浩、1937年1月24日公開
- 『本朝怪猫伝』 : 監督坂田重則、1937年2月7日公開 - 有馬頓貴
- 『女左膳 第一篇妖火の巻』 : 監督中川信夫・マキノ正博、1937年2月14日公開 - 石子伴作
- 『女左膳 第二篇魔剣の巻』 : 監督中川信夫・マキノ正博、1937年2月28日公開 - 石子伴作

### 日活京都撮影所
すべて製作は「日活京都撮影所」、配給は「日活」である。
- 『宮本武蔵』 : 監督尾崎純、1937年6月10日公開 - 播州境木戸役人
- 『薫風一騎』 : 監督菅沼完二、1937年7月8日公開 - 親分・仏の雲右衛門
- 『恋山彦 風雲の巻』 : 監督マキノ正博、1937年7月14日公開 - 市川団十郎、総集篇103分尺で現存（NFC所蔵[12]）
- 『恋山彦 怒濤の巻』 : 監督マキノ正博、1937年8月11日公開 - 市川団十郎、現存（同上）
- 『怪盗山嶽隊』 : 監督辻吉朗、1937年8月26日公開 - 瀬屋半左衛門
- 『女賊変化』 : 監督倉谷勇、1937年10月7日公開 - 岡ッ引・松蔵
- 『水戸黄門廻国記』 : 監督池田富保、1937年10月14日公開 - 役名不明
- 『国民皆兵令』 : 監督益田晴夫、1937年10月28日公開 - 村田新八
- 『江戸の荒鷲』 : 監督マキノ正博、1937年11月4日公開 - 兼松五郎兵衛
- 『忍道血風録』 : 監督菅沼完二、1937年11月25日公開 - 横山源次
- 『自来也』 : 監督マキノ正博、1937年12月31日公開 - 更科輝隆

### 大都映画
すべて製作・配給は「大都映画」、すべて「津島慶一郎」名義である。
- 『踊る快男児』 : 監督八代毅、1940年1月5日公開
- 『この母にしてこの子あり』（『此の母にして此の子あり』） : 監督吉村操、1940年1月10日公開
- 『新家庭防空読本 新婚爆撃隊』 : 監督山内俊英、1940年1月15日公開
- 『シベリヤお菊』 : 監督吉村操・和田敏三、1940年2月1日公開
- 『青春万才』 : 監督八代毅、1940年2月8日公開 - 主演
- 『黒潮に咲く花 前篇』 : 監督吉村操、1940年2月15日公開
- 『黒潮に咲く花 後篇』 : 監督吉村操、1940年2月22日公開
- 『僕の花嫁』 : 監督和田敏三、1940年3月7日公開
- 『神竜長州義士 前篇』 : 監督後藤昌信（後藤岱山）、1940年3月14日公開
- 『神竜長州義士 後篇』 : 監督後藤昌信（後藤岱山）、1940年3月21日公開
- 『こゝろ妻 前篇』 : 監督吉村操、1940年4月3日公開 - 主演
- 『こゝろ妻 後篇』 : 監督吉村操、1940年4月18日公開 - 主演
- 『鍔鳴り若衆』 : 監督後藤昌信（後藤岱山）、1940年5月1日公開 - 主演
- 『娘馬子唄』 : 監督大伴竜三、1940年5月8日公開
- 『突貫令嬢』 : 監督益田晴夫、1940年5月15日公開
- 『親子鴉』 : 監督大伴竜三、1940年5月22日公開 - 主演
- 『仰げば尊し』 : 監督山内俊英、1940年6月13日公開
- 『日本岩窟王 後篇』 : 監督中島宝三、1940年6月20日公開 - 主演
- 『渦巻く浮雲城 前篇』 : 監督後藤昌信（後藤岱山）、1940年8月1日公開
- 『渦巻く浮雲城 後篇』 : 監督後藤昌信（後藤岱山）、1940年8月8日公開
- 『大陸は微笑む』 : 監督弥刀研二、1940年8月29日公開
- 『木曾路八宿』 : 監督後藤昌信（後藤岱山）、1940年8月29日公開
- 『千両小町』 : 監督石山稔、1940年9月5日公開 - 則宗幹三郎・主演
- 『浪人酒場』 : 監督大伴竜三、1940年9月19日公開
- 『僕等の先生』 : 監督山内俊英、1940年9月19日公開 - 主演
- 『小金井小次郎』 : 監督石山稔、1940年10月10日公開
- 『女心誠忠録』 : 監督大伴竜三、1940年10月24日公開
- 『愛情の権利』 : 監督益田晴夫、1940年11月7日公開
- 『我等起たむ』 : 監督和田敏三、1940年12月12日公開 - 主演
- 『建設一代男』 : 監督益田晴夫、1941年1月7日公開
- 『十一人の顔』 : 監督白井戦太郎、1941年3月27日公開
- 『旗本隠密』 : 監督益田晴夫、1941年4月10日公開 - 徳川忠長
- 『風雲』 : 監督後藤昌信（後藤岱山）、1941年5月1日公開 - 柴田左門之助
- 『鞍馬天狗 雨中の騎士』 : 監督白井戦太郎、1941年5月15日公開 - 小野宗房
- 『鞍馬天狗 銀河の美女』 : 監督山口哲平、1941年5月29日公開
- 『石松の結婚』 : 監督小崎政房・水木栄一、1941年9月1日公開
- 『大空の遺書』 : 監督益田晴夫、1941年9月26日公開 - 隊長、44分尺で現存（NFC所蔵[11]）
- 『黒潮鬼 前後篇』 : 監督後藤昌信（後藤岱山）、1941年10月9日公開 - 深江門次郎

### 大映京都撮影所
特筆以外すべて製作は「大映京都撮影所」、配給は「映画配給社」である。すべて「津島慶一郎」名義である。
- 『伊賀の水月』 : 監督池田富保、1942年8月13日公開 - 水野十郎左衛門
- 『成吉思汗』 : 監督牛原虚彦・松田定次、製作大映京都第二撮影所、配給映画配給社、1943年1月3日公開 - ベルグディ
- 『二刀流開眼』（戦後改題『宮本武蔵 金剛院の決闘』） : 監督伊藤大輔、製作大映京都第一撮影所、配給映画配給社、1943年5月13日公開、1953年3月29日再公開[13] - 志田、91分尺で現存（NFC所蔵[11]）
- 『マリア・ルーズ號事件 奴隷船』 : 監督丸根賛太郎、1943年9月2日公開 - 仏国領事
- 『海峡の風雲児』 : 監督仁科熊彦、1943年9月2日公開[14]
- 『剣風練兵館』 : 監督牛原虚彦、1944年1月3日公開 - 長男新太郎、87分尺で現存（NFC所蔵[11]）
- 『高田馬場前後』（戦後改題『初祝二刀流』） : 監督松田定次、1944年6月22日公、1953年1月9日再公開[15] - 片岡源五右衛門
- 『河童大将』 : 監督松田定次、1944年8月31日公開、1953年7月1日再公開[16]
- 『かくて神風は吹く』 : 監督丸根賛太郎、1944年11月8日公開 - 総木小平太
- 『乞食大将』 : 監督松田定次、配給大映、1945年秋製作[17]、1952年4月30日公開 - 朝倉嘉兵衛、62分尺で現存（NFC所蔵[11]）
- 『狐の呉れた赤ん坊』 : 監督丸根賛太郎、配給大映、1945年11月8日公開 - 斎田金十郎、85分尺で現存（NFC所蔵[11]）
- 『殴られたお殿様』 : 監督丸根賛太郎、配給大映、1946年3月21日公開 - 厚田勘兵衛

### 東横映画
特筆以外すべて製作は「東横映画」、配給は「東京映画配給」である。すべて「椿三四郎」名義である。
- 『非常線』 : 監督マキノ正博、製作松竹京都撮影所、配給松竹、1947年5月13日公開 - 江口順
- 『こころ月の如く』 : 監督稲垣浩、配給大映、1947年9月16日公開 - 沼田新次
- 『三本指の男』 : 監督松田定次、配給大映、1947年12月9日公開 - 藤田医師、72分尺で現存（NFC所蔵[10]）
- 『仮面舞踏会』 : 監督千葉泰樹、配給大映、1949年8月12日公開 - 熊岡画伯
- 『獄門島』 : 監督松田定次、1949年11月20日公開 - 赤星善吉、102分尺で現存（NFC所蔵[10]）
- 『獄門島 解明篇』 : 監督松田定次、1949年12月5日公開 - 赤星善吉
- 『にっぽんGメン 第二話 難船崎の血闘』 : 監督松田定次、1950年1月3日公開 - 土屋海上保安官、90分尺で現存（NFC所蔵[10]）
- 『俺は用心棒』 : 監督稲垣浩、1950年2月19日公開 - 悪漢
- 『當り矢金八捕物帖 千里の虎』 : 監督中川信夫、製作新光映画、配給東京映画配給、1950年6月3日公開 - 遊人吉五郎、79分尺で現存（NFC所蔵[10]）
- 『闇に光る眼』 : 監督松田定次・萩原遼、1950年6月10日公開 - ボーイ佐々木
- 『乱れ星荒神山』 : 監督萩原遼、1950年11月23日公開 - 法印の大五郎、77分尺で現存（NFC所蔵[10]）
- 『女賊と判官』 : 監督マキノ雅弘・萩原遼、1951年1月5日公開 - 雲助越中、86分尺で現存（NFC所蔵[10]）
- 『又四郎行状記 鬼姫しぐれ』 : 監督中川信夫、製作宝プロダクション・新東宝、配給新東宝、1951年2月11日公開 - 83分尺で現存（NFC所蔵[10]）
- 『黄門と弥次喜多 からす組異変』 : 監督並木鏡太郎、1951年7月13日公開 - 升六
- 『天狗の安』 : 監督松田定次、製作東映京都撮影所、配給東映、1951年8月10日公開 - 猪之松
- 『十六文からす堂 千人悲願』 : 監督萩原章、製作宝プロダクション、配給新東宝、1951年10月12日公開 - 沖津藤内、55分尺で現存（NFC所蔵[10]）
- 『大江戸五人男』 : 監督伊藤大輔、製作松竹京都撮影所、配給松竹、1951年11月22日公開 - 供侍露木、現存（NFC所蔵[10]）
- 『江戸恋双六』 : 監督萩原遼・松田定次、製作東映京都撮影所、配給東映、1951年12月28日公開 - 浪人
- 『続続水戸黄門漫遊記 地獄極楽大騒ぎ』 : 監督伊賀山正徳、製作東映京都撮影所、配給東映、1954年8月24日公開 - 百雄留吉

### 宝塚映画製作所
特筆以外すべて製作は「宝塚映画製作所」、配給は「東宝」である。すべて「椿三四郎」名義である。
- 『海の小扇太』 : 監督志村敏夫、1955年6月29日公開 - 金三郎の家臣
- 『疾風の晴太郎』 : 監督佐藤幸也、1955年7月12日公開 - 小松屋の乾分権三
- 『右門捕物帖 恐怖の十三夜』 : 監督志村敏夫、1955年10月12日公開
- 『新諸国物語 オテナの塔 前篇』 : 監督稲垣浩、1955年12月28日公開
- 『新諸国物語 オテナの塔 後篇』 : 監督稲垣浩、1956年1月8日公開
- 『白井権八』 : 監督安田公義、1956年2月12日公開